# Ел Ей Гънс
„Ел Ей Гънс“ (на английски: L.A. Guns) е американска хардрок група от Лос Анджелис, Калифорния, създадена през 1983 г. От 2013 г. съставът се състои от Фил Люйс (вокали), Майкъл Грант (китара), Скот Грифин (бас) и Стив Райли (барабани). Групата е формирана от Трейси Гънс през 1983 г., но е разпусната две години по-късно след като е слята с „Холивуд Роуз“, превръщайки се в първия състав на „Гънс Ен Роузис“. Същата година, групата е реформирана от Трейси Гънс и вокалиста Поул Блек, добавяйки Мик Крипс и Ники Алекзандър. Поул Блек скоро е заменен от вокалисът на „Гърл“ Фил Люйс, към „Ел Ей Гънс“ се присъединява и басистът на „Фестър Пусикет“ Кели Никълс. По-късно Ники Алекзандър е заменен от бившия барабанист на У.А.С.П. – Стив Райли, а това по същество е класическият състав на „Ел Ей Гънс“. Те постигат умерен успех в класациите в края на 1980-те и началото на 1990-те.

## Дискография

### Студийни албуми
- L.A. Guns (1988)
- Cocked & Loaded (1989)
- Hollywood Vampires (1991)
- Vicious Circle (1994)
- American Hardcore (1996)
- Shrinking Violet (1999)
- Greatest Hits and Black Beauties (1999)
- Cocked & Re-Loaded (2000)
- Man in the Moon (2001)
- Waking the Dead (2002)
- Rips the Covers Off (2004)
- Tales from the Strip (2005)
- Covered in Guns (2010)
- Hollywood Forever (2012)